# Юшева, Екатерина Петровна
Екатерина Петровна Юшева (род. 30 апреля 1973, Ростов-на-Дону) — российская фехтовальщица, четырёхкратная чемпионка России (1998, 2000, 2002, 2003), двукратная чемпионка Европы (1998, 2000), чемпионка мира (2002), участница Олимпийских игр (2000, 2004). Заслуженный мастер спорта России (2002).

## Биография
Екатерина Юшева родилась 30 апреля 1973 года в Ростове-на-Дону. Начала заниматься фехтованием в возрасте 8 лет у Александра Рошака. Впоследствии с переездом в подмосковный город Одинцово продолжила тренироваться под руководством Юрия Лыкова и Владислава Павловича.
С середины 1990-х годов была одним из лидеров сборной России по фехтованию на рапирах, в 1998 и 2000 годах становилась в её составе чемпионкой Европы в командных соревнованиях. В 2002 году на чемпионате мира в Лиссабоне завоевала со сборной золотую медаль в командном зачёте и дошла до финала личного турнира, где проиграла лишь один укол другой россиянке Светлане Бойко.
Менее успешно выступала на Олимпийских играх. В 2000 году на Олимпиаде в Сиднее сборная России уступила в четвертьфинале немкам и не смогла побороться за медали, а в 2004 году на Играх в Афинах командный турнир рапиристок не проводился. В индивидуальном зачёте Екатерине также не удавалось вмешаться в борьбу за олимпийские награды.
В 2005 году завершила свою спортивную карьеру. В дальнейшем была назначена главным тренером по фехтованию Центра олимпийских видов спорта Московской области. Входит в президиум Федерации фехтования Московской области.